# Kanton Saint-Genis-Pouilly
Der Kanton Saint-Genis-Pouilly ist ein französischer Wahlkreis im Département Ain in der Region Auvergne-Rhône-Alpes. Er umfasst vier Gemeinden im Arrondissement Gex. Bei der landesweiten Neuordnung der französischen Kantone wurde er 2015 neu geschaffen.

## Gemeinden
Der Kanton besteht aus vier Gemeinden mit insgesamt 40.098 Einwohnern (Stand: 1. Januar 2022) auf einer Gesamtfläche von 32,26 km²:
| Gemeinde                   | Einwohner 1. Januar 2022 | Fläche km² | Dichte Einw./km² | Code INSEE | Postleitzahl |
| -------------------------- | ------------------------ | ---------- | ---------------- | ---------- | ------------ |
| Ferney-Voltaire            | 11.530                   | 4,78       | 2.412            | 01160      | 01210        |
| Ornex                      | 4.903                    | 5,64       | 869              | 01281      | 01210        |
| Prévessin-Moëns            | 9.081                    | 12,07      | 752              | 01313      | 01280        |
| Saint-Genis-Pouilly        | 14.584                   | 9,77       | 1.493            | 01354      | 01630        |
| Kanton Saint-Genis-Pouilly | 40.098                   | 32,26      | 1.243            | 0119       | –            |

## Politik
| Vertreter im Départementsrat | Vertreter im Départementsrat     | Vertreter im Départementsrat |
| Amtszeit                     | Namen                            | Partei                       |
| ---------------------------- | -------------------------------- | ---------------------------- |
| 2015–                        | Aurélie Charillon Daniel Raphoza | UD                           |